# Millville, Utah
Millville är en ort i Cache County i Utah. Vid 2010 års folkräkning hade Millville 1 829 invånare.

## Kända personer från Millville
- J. LaMoine Jenson, religiös ledare